# 大锡苏尔
大锡苏尔（西班牙語：Zizur Mayor）是西班牙纳瓦拉的一个市镇。总面积5平方公里，总人口11639人（2001年），人口密度2328人/平方公里。